# Abraxas aurivestita
Abraxas aurivestita är en fjärilsart som beskrevs av Edward Alfred Cockayne 1934. Abraxas aurivestita ingår i släktet Abraxas och familjen mätare. Inga underarter finns listade i Catalogue of Life.